# Abdelkarim al-Kabariti

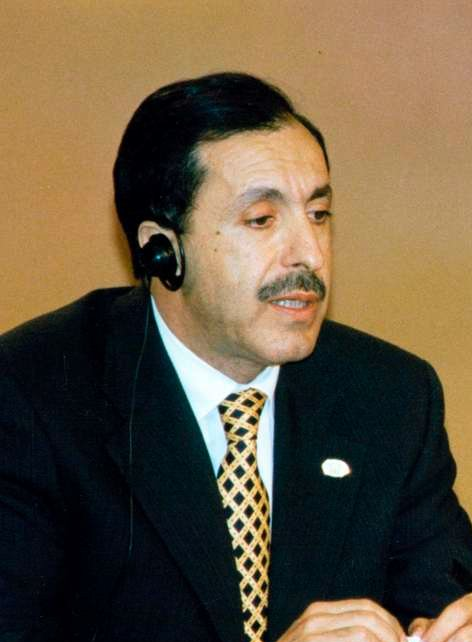
Abdelkarim al-Kabariti (1996).

Abdelkarim al-Kabariti (auch ʿAbd al-Karim al-Kabariti, arabisch عبد الكريم علاوي صالح الكباريتي, DMG ʿAbd al-Karīm ʿAlāwiyy Ṣāliḥ al-Kabārītiyy; * 15. Dezember 1949 in Amman, Jordanien) ist ein jordanischer Politiker, der unter anderem zwischen 1996 und 1997 Ministerpräsident von Jordanien war.

## Leben
Kabariti stammte aus einer einflussreichen Politiker- und Unternehmerfamilie aus Akaba und absolvierte zunächst ein Studium der Geologie an der Amerikanischen Universität Beirut (AUB), das er 1962 mit einem Bachelor of Science (B.Sc.) abschloss. Ein darauf folgendes Studium der Wirtschafts- und Finanzwissenschaften an der St. Edward’s University in Austin beendete er 1973 mit einem weiteren Bachelor. Anschließend war er zwischen 1973 und 1989 als Manager sowie Unternehmer tätig. Er heiratete eine Tochter von Ahmad al-Lawzi, der zwischen 1971 und 1973 Ministerpräsident Jordaniens war.
Bei den Wahlen 1989 wurde Kabariti zum Mitglied der Abgeordnetenversammlung (Maǧlis an-Nuwwāb) gewählt und gehörte diesem bis 1997 an. Daraufhin wurde er 1989 Minister für Tourismus und Altertümer im dritten Kabinett von Ministerpräsident Mudar Badran, dem er bis 1991 angehörte. Im darauf folgenden Kabinett von Ministerpräsident Taher al-Masri sowie im zweiten Kabinett von Ministerpräsident Zaid ibn Shaker fungierte er zwischen 1991 und 1993 als Arbeitsminister. Nach seinem Ausscheiden aus der Regierung war er von 1993 bis 1995 Vorsitzender des Finanz- und Wirtschaftsausschusses der Abgeordnetenversammlung.
Im dritten Kabinett von Zaid ibn Shaker übernahm er 1995 das Amt des Außenministers. Kabariti, der für seine Reformbestrebungen und Offenheit bekannt war, war ein ausgesprochener Unterstützer der kontrovers gesehenen Politik von König Hussein I., der sich vom Irak loslöste und sich nach der Unterzeichnung des Israelisch-jordanischen Friedensvertrages am 26. Oktober 1994 an Israel annäherte. Dies führte zu interner Kritik bei anderen Ministern des Kabinetts. Er hatte enge Beziehungen zu Syrien, das als einflussreiches Nachbarland den Friedensvertrag und die anschließende enge Zusammenarbeit mit Israel ablehnte.
Am 4. Februar 1996 wurde Kabariti schließlich als Nachfolger von Zaid ibn Shaker schließlich selbst Ministerpräsident und hatte dieses Amt bis zum 19. März 1997 inne, woraufhin er durch Abdelsalam al-Majali abgelöst wurde. In seinem Kabinett behielt er zwischen 1996 und 1997 das Amt des Außenministers und übernahm zugleich in dieser Zeit in Personalunion das Amt des Verteidigungsministers. In das Amt des Ministerpräsidenten wurde er von König Hussein I. trotz der Kritik an dessen Politik ernannt. Er unterstützte den Ruf des Königs nach Veränderungen im Irak, was ebenfalls zu Kritik bei anderen Politikern führte. In seiner Amtszeit führte er einen harten wirtschaftlichen Wandel ein.
Nach dem Tod von König Hussein I. wurde Kabariti 1999 Chef des königlichen Hofes und damit enger Berater von dessen Sohn und Nachfolger König Abdullah II. bin al-Hussein. Dieses Amt bekleidete er bis 2000 und wurde daraufhin 2000 Mitglied des Senats (Maǧlis al-Aʿyān), des vom König ernannten Oberhauses des jordanischen Parlaments (Madschlis al-Umma). In dieser Zeit fungierte er von 2000 bis 2002 als Erster Vizepräsident des Senats sowie zwischen 2005 und 2007 als Vorsitzender des Finanz- und Wirtschaftsausschusses des Senats.

## Weblink
- Eintrag in rulers.org